# Macu Salato
Esika Macu Salato, né en 1915 dans le village de Makutu aux îles Lau et mort en novembre 1990 à Auckland,, est un diplomate fidjien.

## Biographie
Il naît dans une famille d'autochtones roturiers, et son père meurt lorsqu'il a trois ans.
Diplômé de l'École de médecine des Fidji en 1935, il travaille dans le service public de médecine des Fidji de 1936 à 1972, devenant à terme -en 1971- directeur du Service de médecine curative du gouvernement,. Engagé dans les forces armées fidjiennes durant la Seconde Guerre mondiale, il étudie ensuite au Royaume-Uni les moyens de lutter contre la tuberculose, et s'y consacre à son retour aux Fidji.
Élu conseiller municipal à Suva en 1960, il devient maire de la ville en 1970 (l'année de l'indépendance des Fidji), et est ainsi le premier autochtone à être maire de la capitale. De décembre 1972 à juin 1973, il est l'ambassadeur des Fidji auprès de la Communauté économique européenne, à Bruxelles. Fait commandeur de l'ordre de l'Empire britannique en 1973, il est perçu comme « un gentleman de la vieille école ». Le 9 décembre 1975 il devient le secrétaire général de la Commission du Pacifique Sud. Il préside à l'entrée des Îles Salomon et des Tuvalu à la Commission, ainsi qu'à une réforme conférant une égalité des voix à tous les membres (États insulaires et anciennes puissances coloniales), avant de prendre sa retraite en juin 1979,,.
Il meurt en Nouvelle-Zélande à l'âge de 75 ans.